# Domingo da Palavra de Deus

O Domingo da Palavra de Deus é uma comemoração anual na Igreja Católica que ocorre no terceiro domingo do Tempo Comum, durante o mês de janeiro. O motu proprio do Papa Francisco, Aperuit illis, foi publicado no dia 30 de setembro de 2019 e estabelece que "o Terceiro Domingo do Tempo Comum deve ser dedicado à celebração, ao estudo e à difusão da Palavra de Deus". O primeiro dia ocorreu em 26 de janeiro de 2020.

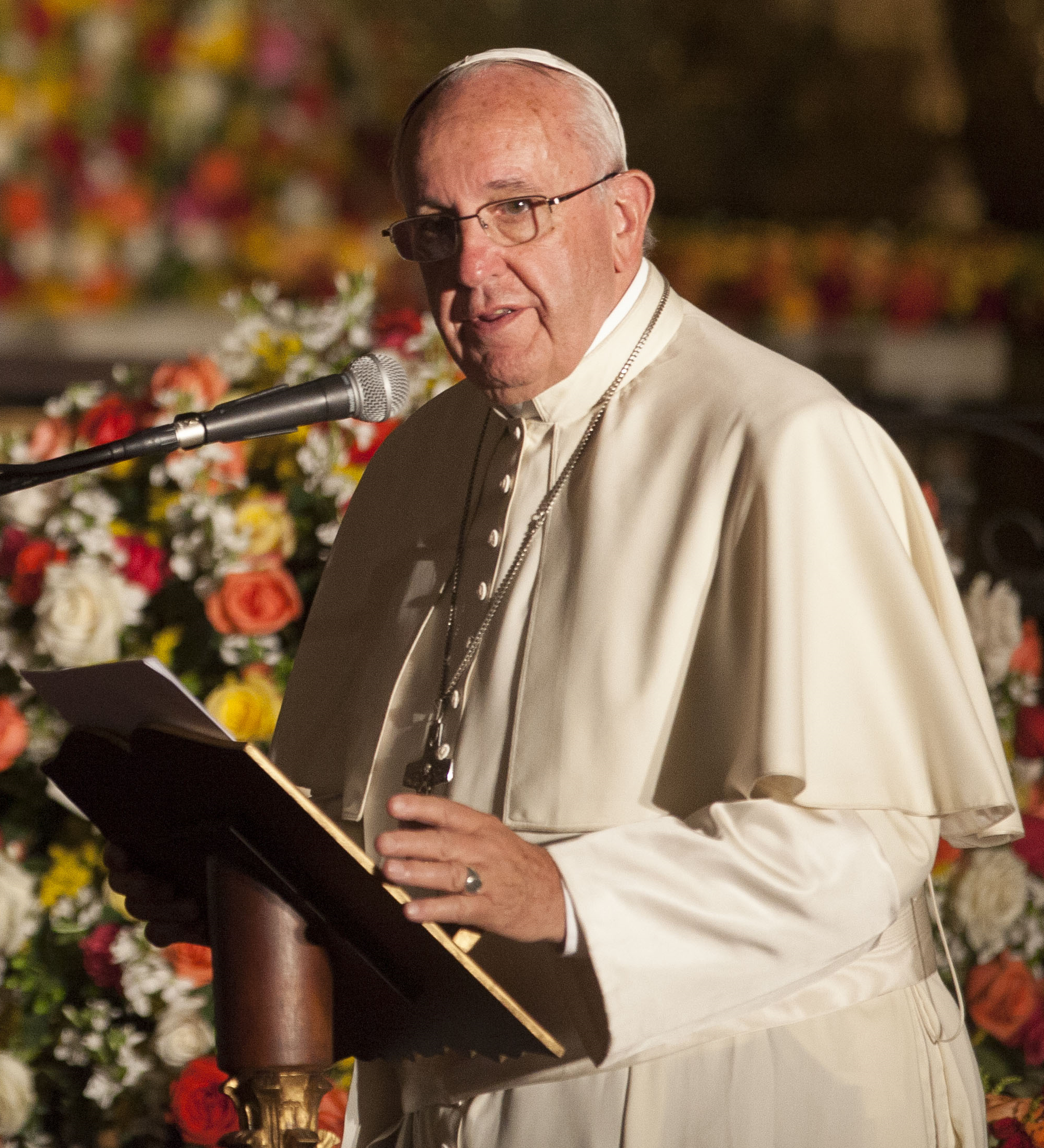
Papa Francisco

O título do documento papal, Aperuit illis, é retirado do Evangelho de Lucas, onde o Evangelista descreve como Jesus Ressuscitado apareceu aos seus discípulos e como “ele lhes abriu as mentes para compreender as Escrituras”. Francisco emitiu esta diretiva em consequência da sua intenção de reservar «um domingo inteiramente dedicado à Palavra de Deus, para apreciar as riquezas inesgotáveis contidas naquele diálogo constante entre o Senhor e o seu povo», que ele anunciou na conclusão do Ano Extraordinário da Misericórdia, 2015-2016. Francisco presta testemunho em sua carta à Dei verbum, a Constituição Dogmática do Concílio Vaticano II sobre a Revelação Divina . A frase Dei verbum em latim significa "Palavra de Deus" e foi retirada da primeira linha do documento.
Um logotipo oficial para o Domingo da Palavra de Deus foi revelado no Vaticano em 17 de janeiro de 2020, representando "O Caminho para Emaús". É baseado em um ícone produzido pela freira beneditina Marie-Paul Farran..

## Liturgia do Domingo da Palavra de Deus
Coleta: Deus eterno e todo-poderoso, dirigi nossas ações segundo a vossa vontade, para que, em nome do vosso dileto Filho, mereçamos frutificar em boas obras. Por nosso Senhor Jesus Cristo, vosso Filho, que é Deus, e conosco vive e reina, na unidade do Espírito Santo, por todos os séculos dos séculos..
Leituras: Ano A: 1ª leitura: Is 8,23b-9,3 // Salmo: Sl 26(27) // 2ª leitura: 1Cor 1,10-13.17 // Evangelho: Mt 4,12-23.; Ano B: 1ª leitura: Jn 3,1-5.10  // Salmo:  Sl 24(25) // 2ª leitura:  1Cor 7,29-31  // Evangelho: Mc 1,14-20.; Ano C: 1ª leitura: Ne 8,2-4a.5-6.8-10 // Salmo: Sl 18B(19) // 2ª leitura: 1Cor 12,12-30 // Evangelho: Lc 1,1-4;4,14-21.
Sobre as oferendas: Acolhei com bondade, Senhor, as nossas oferendas para que sejam santificadas e nos tragam a salvação. Por Cristo, nosso Senhor.
Depois da Comunhão: Concedei-nos, Deus todo-poderoso, que, tendo recebido a graça de participar da vossa vida, nos gloriemos sempre dos vossos dons. Por Cristo, nosso Senhor.